# Wasserturm Ratzeburg Hindenburghöhe
| Wasserturm Ratzeburg Hindenburghöhe                  | Wasserturm Ratzeburg Hindenburghöhe                     |
| Wasserturm                                           | Wasserturm                                              |
| Daten                                                | Daten                                                   |
| ---------------------------------------------------- | ------------------------------------------------------- |
| Baujahr:                                             | 1904                                                    |
| Umbau:                                               | 1935                                                    |
| Turmhöhe:                                            | 38 m                                                    |
| Nutzhöhe:                                            | 36,64 m                                                 |
| Behälterart:                                         | Zylindrischer Behälter                                  |
| Behältervolumen ursprünglich:                        | 30 m³                                                   |
| Behältervolumen nach Umbau:                          | 260 m³                                                  |
| Stilllegung:                                         | 1976                                                    |
| Ursprüngliche Nutzung:                               | Trinkwasser- versorgung von Ratzeburg und Aussichtsturm |
| Heutige Nutzung:                                     | ungenutzt                                               |
| Denkmalschutz:                                       | Kulturdenkmal seit 1988                                 |
| Keramik im Mauerwerk: Relief des Ratzeburger Wappens |                                                         |

Der Ratzeburger Wasserturm auf der Hindenburghöhe steht in einem bewaldeten Areal östlich der Altstadt. Der schlichte Bau ragt über die Baumwipfel hinaus. Eine vorhandene Aussichtsplattform könnte einen weiten Blick über Stadt und Landschaft ermöglichen. Doch der Turm wird heute weder als Wasserturm noch als Aussichtsturm genutzt (Stand 2014).

## Bauwerk

### Heutige Bauform
Der oktogonale Baukörper ist eine mit Backsteinen verkleidete Stahlbetonkonstruktion, die in dieser Form im Jahr 1935 entstand. Im Sockelbereich verjüngt sich der Turm nach oben etwas, dann folgen vier achteckige Stockwerke bis zur Aussichtsplattform, die an ihren breiten Maueröffnungen erkennbar ist. Darüber befindet sich der zylindrische Wasserbehälter. Das umgebende Mauerwerk setzt sich durch langgestreckte senkrechte Fensterreihen vom unteren Teil des Bauwerks ab.

### Ursprüngliche Bauform
Im Jahr 1903 entstand auf der Hindenburghöhe ein Wasser- und Aussichtsturm mit quadratischem Grundriss. Er war im damals beliebten neuromanischen Stil gebaut. Das Bauwerk war niedriger als der heutige Turm und trug einen nur 30 m³ fassenden Behälter.

### Umbau
Der Behälter des Wasserturms des Stadtteils St. Georgsberg lag vier Meter höher als der Turm auf der Hindenburghöhe, was einen Zusammenschluss der beiden Leitungsnetze verhinderte. Um die Fusion dennoch zu ermöglichen, erfolgte 1934/35 der Umbau des Turms auf der Hindenburghöhe: Auf das vorhandene Bauwerk wurde oben ein großer Behälter aufgesetzt, der 260 m³ Wasser aufnehmen konnte. Zur Stützung baute man um den alten Turm herum ein achteckiges Stahlbetonskelett, das mit Backsteinen verkleidet wurde (heutiger Zustand). Im Innern blieb der alte Turm vollständig erhalten.

## Entwicklung der Wasserversorgung in Ratzeburg
Die Hauptquelle für das Ratzeburger Trinkwasser war bis Ende des 19. Jahrhunderts der die Altstadtinsel umgebende Ratzeburger See. Für die höher gelegenen Stadtteile wurden Pumpen eingesetzt. Eine chemische Untersuchung im Jahr 1887 ergab allerdings, dass das Seewasser nicht mehr als Trinkwasser geeignet war, die Qualität hatte sich durch Abwässer und Abfälle aus der Stadt verschlechtert.
Der Unternehmer Emil Palmer schlug 1898 dem Magistrat den Bau einer zentralen Wasserversorgung vor. Nach langen Verhandlungen zwischen Stadt und Unternehmer entstand 1902/03 die Versorgungseinrichtung mit Wasserwerk und Wasserturm. Als Standort für den Turm wählte man einen Bereich auf der Hindenburghöhe, der schon vorher als Aussichtspunkt genutzt worden war. Das Bauwerk war von vornherein in seiner Doppelfunktion als Wasser- und Aussichtsturm geplant.

## Stilllegung und weitere Nutzung
In den 1970er Jahren erwiesen sich die Wasserversorgungsanlagen als so störanfällig und veraltet, dass die Stadt sich zum Bau eines neuen Wasserwerks entschloss. 1976 gingen die Anlagen in Betrieb. Moderne Pumpen und Erdhochbehälter mit insgesamt 2600 m³ Fassungsvermögen machten den Wasserturm überflüssig, sodass seine Stilllegung erfolgte. Bis in die 1990er Jahre blieb er als Aussichtsturm zugänglich. Dann musste wegen des schlechten Bauzustands auch diese Funktion eingestellt werden.
Die Wasserversorgung Ratzeburgs erfolgt heute über die Vereinigten Stadtwerke GmbH. An das Versorgungsnetz sind sechs Wasserwerke mit insgesamt 21 Brunnen angeschlossen. Das Wasser wird aus 40 m bis 140 m Tiefe gefördert.
Bemühungen um eine Folgenutzung des 1988 unter Denkmalschutz gestellten Wasserturms blieben bisher erfolglos. 1992 kaufte ihn der Künstler Waldemar Erdtmann. Der geplante Umbau zu kulturellen Zwecken und zu Wohnungen scheiterte an Denkmalschutzauflagen. So steht der Turm bislang leer. Eine Machbarkeitsstudie zur eventuellen Wiedereröffnung (unterstützt von der Förderinitiative AktivRegion Herzogtum Lauenburg Nord e.V. mit 2250 Euro) sollte bis 2010 abgeschlossen sein, liegt aber bisher (Stand Februar 2014) nicht vor.
2015 gab es einen weiteren Anlauf zur Instandsetzung. Der neue Eigentümer, ein Ratzeburger Immobilienmakler, plante nach einer Sanierung die Öffnung des Turms für Besucher und die Einrichtung von Ausstellungsräumen. Betrieben werden sollte der Turm von einem örtlichen Bürgerverein. Auch diese Pläne wurden bislang (Stand Juni 2020) nicht umgesetzt. Der Turm ist in einem schlechten baulichen Zustand. Im März 2019 beschädigten Sturmböen das ohnehin marode Dach und sprengten Teile der Klinkerfassade ab. Aktuell (Januar 2021) steht der Wasserturm zum Verkauf.

## Galerie

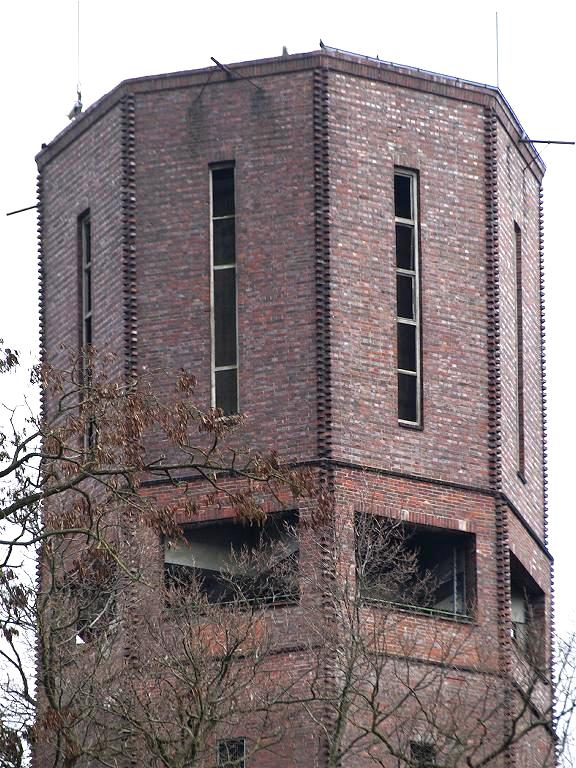
Der Turmkopf mit Aussichtsplattform und Behälterbereich
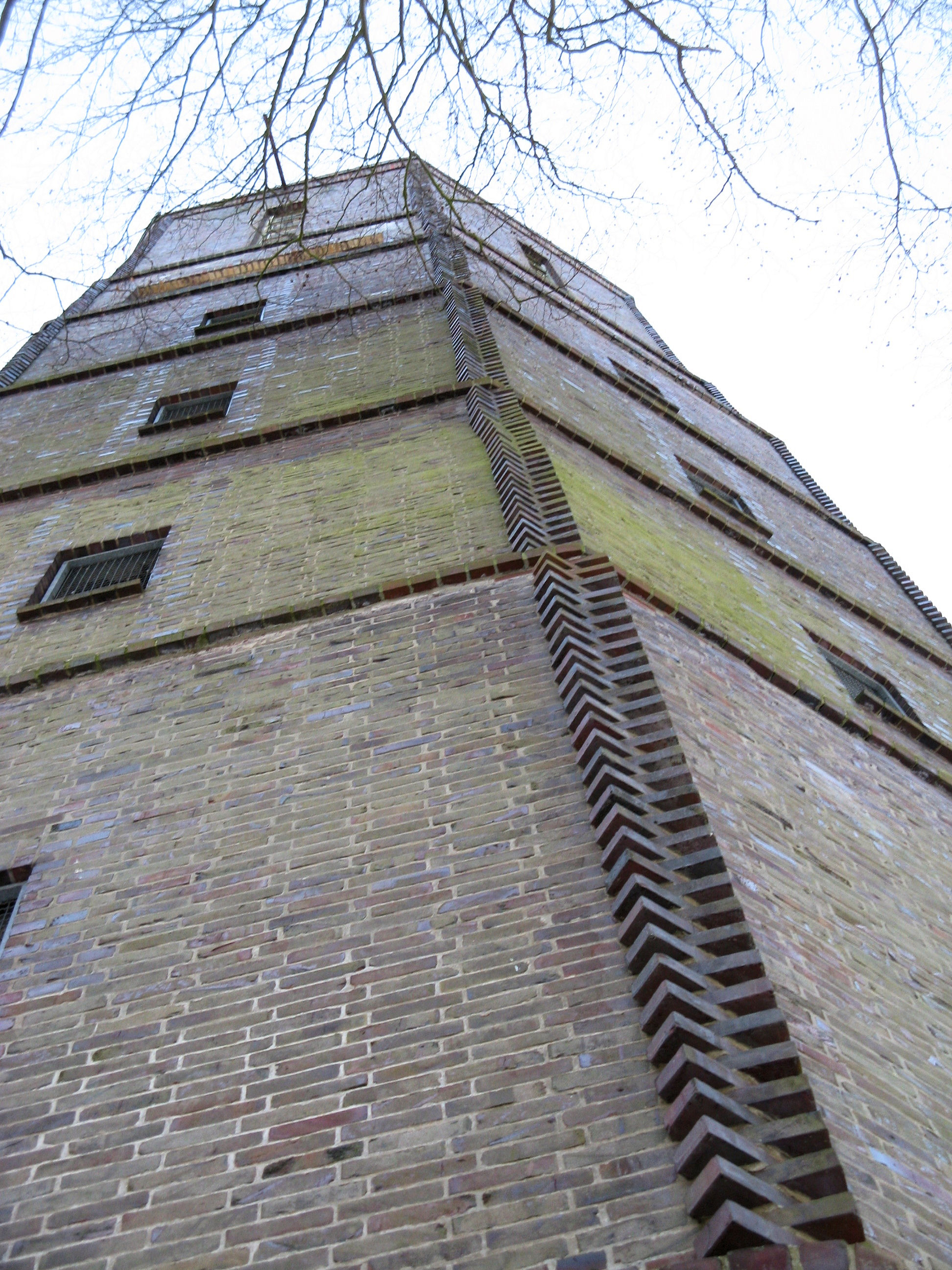
Die oktogonale Ummauerung stammt von 1935.
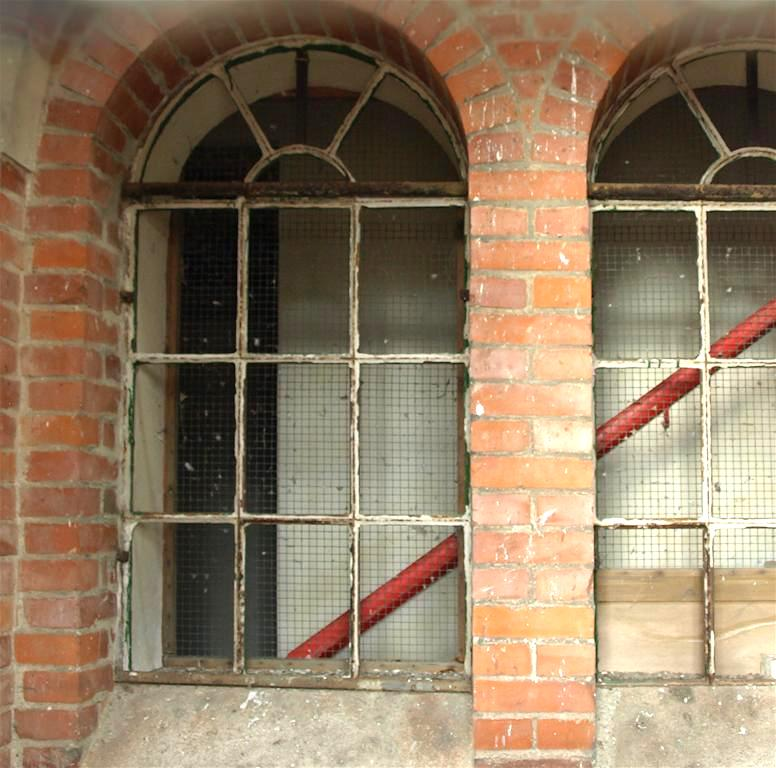
Innen sind Mauerwerk und Fenster des alten Turms erhalten.
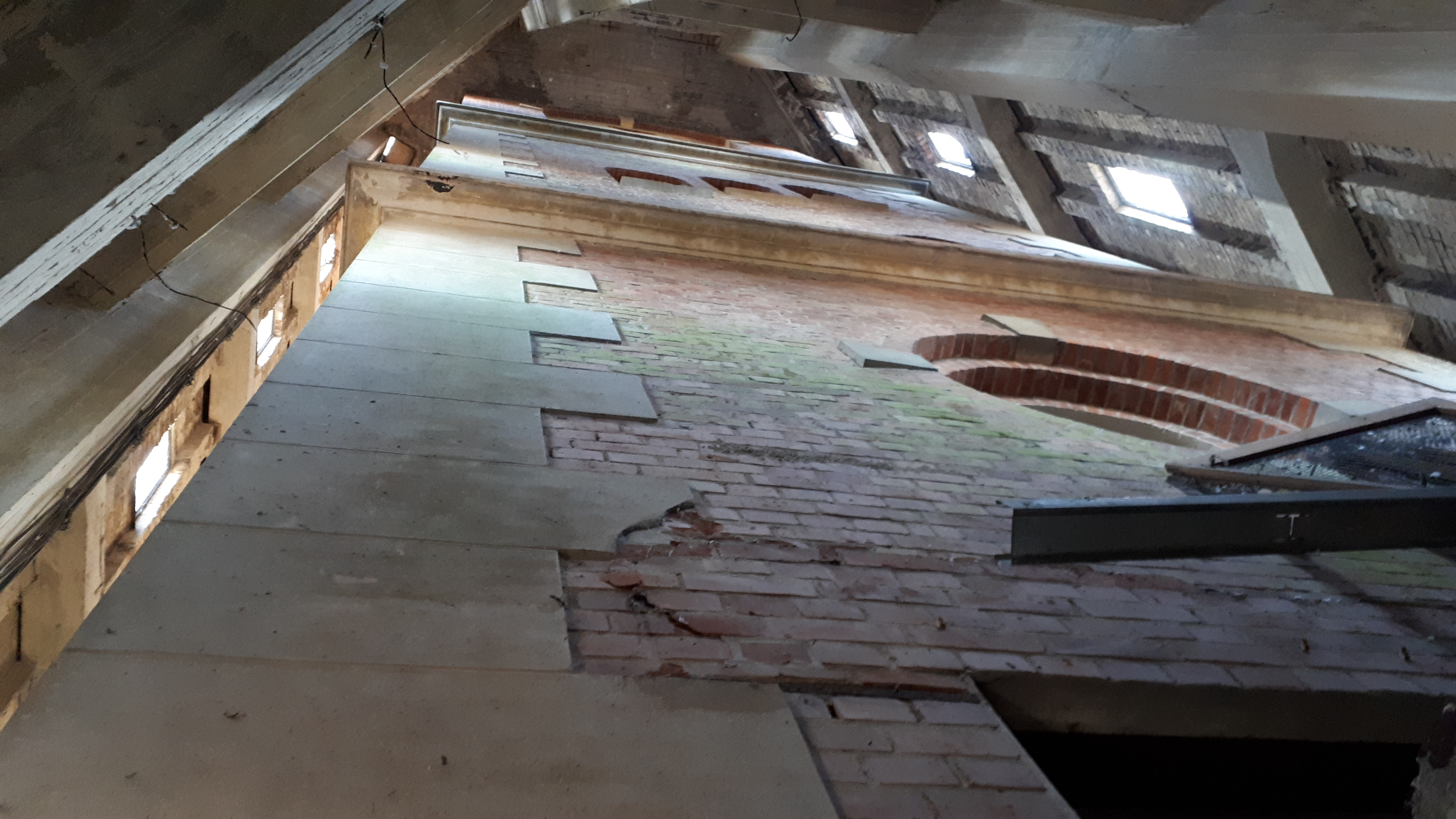
Blick von unten in den Zwischenraum zwischen innerem (alten) und äußerem (neuen) Turm